# Нокс (Вісконсин)
Нокс (англ. Knox) — місто (англ. town) в США, в окрузі Прайс штату Вісконсин. Населення — 311 особа (2020).

## Демографія
Згідно з переписом 2010 року, у місті мешкала 341 особа в 156 домогосподарствах у складі 100 родин. Було 294 помешкання
Расовий склад населення:
| - 99,4 % — білих - 0,6 % — корінних американців |

До двох чи більше рас належало 0,0 %. Частка іспаномовних становила 0,0 % від усіх жителів.
За віковим діапазоном населення розподілялося таким чином: 14,4 % — особи молодші 18 років, 63,3 % — особи у віці 18—64 років, 22,3 % — особи у віці 65 років та старші. Медіана віку мешканця становила 48,2 року. На 100 осіб жіночої статі у місті припадало 104,2 чоловіків;  на 100 жінок у віці від 18 років та старших — 102,8 чоловіків також старших 18 років.
Середній дохід на одне домашнє господарство  становив 51 485 доларів США (медіана — 45 875), а середній дохід на одну сім'ю — 63 428 доларів (медіана — 56 250). Медіана доходів становила 41 429 доларів для чоловіків та 38 250 доларів для жінок. За межею бідності перебувало 7,4 % осіб, у тому числі 0,0 % дітей у віці до 18 років та 6,6 % осіб у віці 65 років та старших.
Цивільне працевлаштоване населення становило 161 особа. Основні галузі зайнятості: виробництво — 29,2 %, освіта, охорона здоров'я та соціальна допомога — 16,1 %, сільське господарство, лісництво, риболовля — 12,4 %, транспорт — 10,6 %.